# Maoča (ort i Bosnien och Hercegovina, Federationen Bosnien och Hercegovina)
Maoča är en by i Bosnien och Hercegovina.   Den ligger i entiteten Federationen Bosnien och Hercegovina, i den nordöstra delen av landet, 100 km norr om huvudstaden Sarajevo. Maoča ligger 341 meter över havet och antalet invånare är 209. Majoriteten av byns Bosniska befolkning bekänner sig till islam, och specifikt en gren som kallas wahhabism.
Terrängen runt Maoča är kuperad. Närmaste större samhälle är Mionica, 19,8 km nordväst om Maoča. 
I omgivningarna runt Maoča växer i huvudsak lövfällande lövskog. Runt Maoča är det ganska tätbefolkat, med 93 invånare per kvadratkilometer.